# The Phoenician Scheme
The Phoenician Scheme är en spionfilm från 2025 som är producerad, skriven och regisserad av Wes Anderson. Filmen började spelas in den 12 mars 2024 på Studio Babelsberg i Tyskland och blev färdiginspelad i juni samma år.
Filmen premiärvisades på filmfestivalen i Cannes i maj 2025 och hade biopremiär i Sverige den 30 maj samma år.

## Handling
Filmen följer Zsa-zsa Korda, en av de rikaste männen i Europa, som efter att ha överlevt flera flygolyckor försöker återuppta kontakten med sin dotter Liesl, en nunna.

## Rollista (i urval)
- Benicio del Toro – Zsa-zsa Korda[8]
- Mia Threapleton – Sister Liesl[8]
- Michael Cera – Bjorn Lund[8]
- Riz Ahmed – Prince Farouk[9]
- Tom Hanks – Leland[9]
- Scarlett Johansson – Cousin[9]
- Bryan Cranston – Reagan[9]
- Benedict Cumberbatch – Uncle Nubar[9]
- Rupert Friend – Excalibe[9]
- Charlotte Gainsbourg – 1st Wife[9]
- Willem Dafoe – Attorney[9]
- Bill Murray[9]